# فرد شفاب
فرد شفاب (بالإنجليزية: Fred Schwab)‏ هو فنان قصص مصورة أمريكي، ولد في 25 أغسطس 1917 في نيويورك في الولايات المتحدة، وتوفي في 13 مايو 2000.